# 英国循道会
英國循道會（Methodist Church of Great Britain）是英國的衛理宗教會，也是全世界所有循道會及衛理會的『『母會』』。1738年，它由英国人约翰·卫斯理（1703年－1791年）和其弟查理·卫斯理于伦敦创立，現在信仰者超20万人。英國循道會的最高組織是每年由會長舉行的循道會年議會（Methodist Conference）。